# Abraham Brahe
Abraham Pedersson Brahe, född 25 mars 1569, död 16 mars 1630, var en svensk greve och riksråd, son till Per Brahe den äldre och Beata Gustavsdotter Stenbock.
Abraham Brahe föddes på Rydboholms slott som den yngste av den mäktige Per Brahes söner. Som sina bröder vacklade han i början i lojalitet mellan Sigismund och hertig Karl. Han deltog i krigståget 1598 på Sigismunds sida. Han försonade sig dock därefter med hertigen och satt med i domstolen i Linköping 1600. 1602 utnämndes han till hovråd och därefter till riksråd. Han blev därefter lagman i Västmanlands och Dalarnas lagsaga, samtidigt som han fick behålla det tidigare ståthållarskapet över Gävle slott och Norrland. Brahe var även 1607–1622 Uppsala universitets kansler och blev 1614 bisittare i Svea hovrätt. Trots sina många uppdrag levde han mest på sin gård Rydboholm och var en driftig hushållare.
Abraham Brahe är känd som författare av Abraham Brahes Tidebok, en slags dagboksanteckningar som trots sina ganska korthuggna formuleringar utgör en viktig källa för kännedomen och bakgrunden till 1500-talets svenska politiska liv.
Gift 1599 med Elsa Gyllenstierna (1577–1650) dotter till Nils Gyllenstierna (1526–1601) av den friherrliga ätten Gyllenstierna af Lundholm.
Barn:
1. Ebba Abrahamsdotter Brahe (1600–1638)
2. Per Brahe den yngre (1602–1680)
3. Margareta Brahe (1603–1667)
4. Nils Brahe den äldre (1604–1632)
5. Christina Brahe (1609–1681)